# プエルトリコ総督領

プエルトリコ総督領
Capitanía General de Puerto Rico (スペイン語)

国歌: Marcha Real（スペイン語）
国王行進曲

プエルトリコ総督領の位置

プエルトリコ総督領（プエルトリコそうとくりょう、英語: Captaincy General of Puerto Rico、スペイン語: Capitanía General de Puerto Rico）はスペイン帝国の管理地域で、1580年にプエルトリコ島の軍事管理をよりしやすくするために設立された。それ以前、プエルトリコはサントドミンゴのアウディエンシアに直接支配され、管轄されていた。総督領の設立は、16世紀後半の外国勢力によるカリブ海への侵入を防ぐための、最終的には失敗に終わったハプスブルク家の試みの一部であった。スペインはキューバ、グアテマラ、ユカタンにも同様に総督領を設立した。
総督領はスペイン領カリブ海地域において重要な役割を果たした。スペインが米西戦争での敗北によってプエルトリコをアメリカに譲ったわずか数ヶ月前に、総督と島議会が率いる自治地方政府が設立された1898年まで、この期間はプエルトリコで存続した。

## 歴史

### 先史

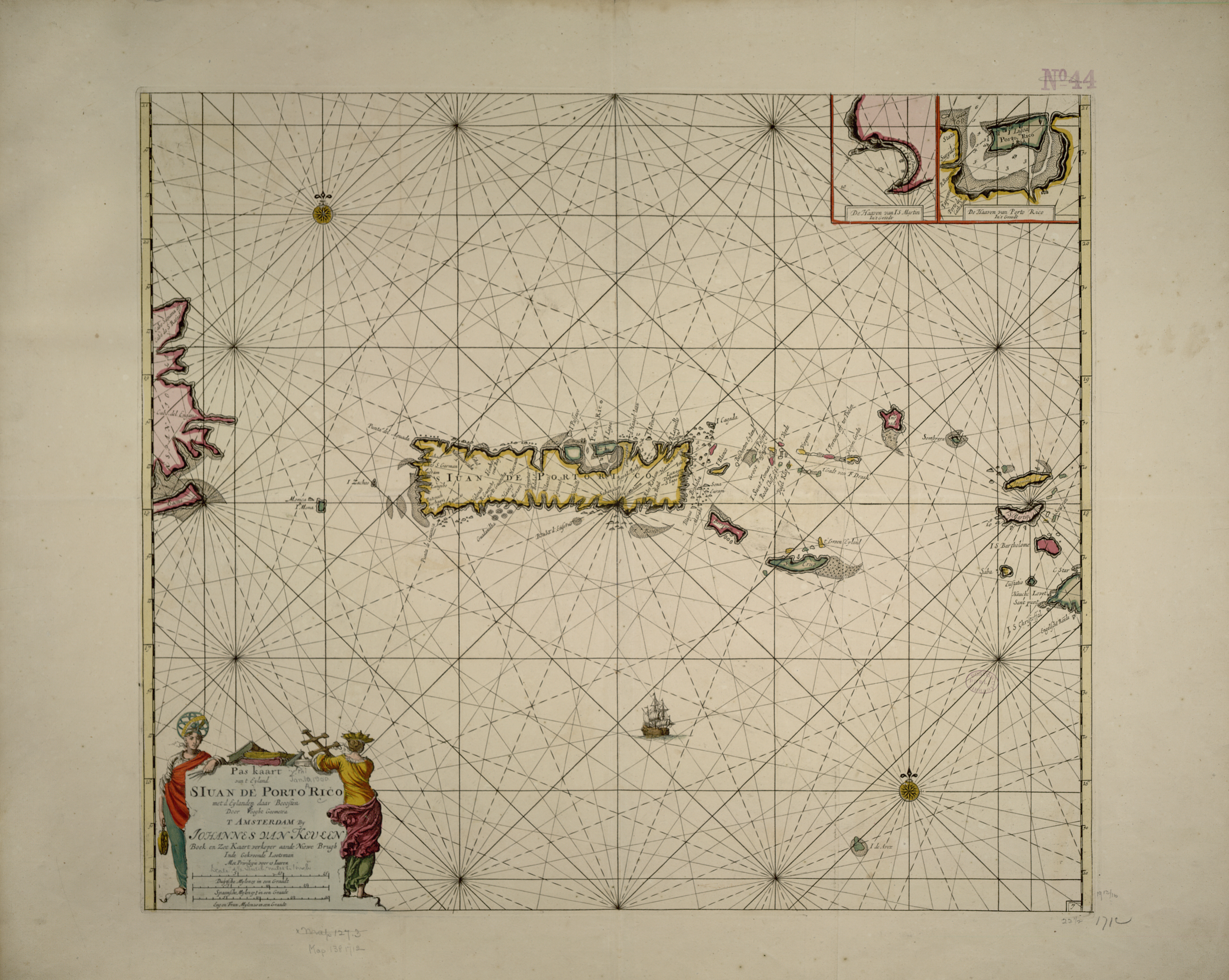
プエルトルコの地図（1712年）

1508年、フアン・ポンセ・デ・レオンはプエルトリコの最初の植民地化を実行するため、国王から委託された。都市カパラ（現在のグアイナボ）の建設に成功した後、彼は1509年にカスティーリャ王国の摂政フェルナンド5世によって、最初の統治者に任命された。1506年にクリストファー・コロンブスが亡くなって以来、スペイン国王は彼の相続人が西インド諸島の統治権を持つことを認めなかったが、1511年、カスティリャ議会がディエゴ・コロンに有利な判決を下した。その結果、ポンセ・デ・レオンはコロンの下に仕えることを望まず、地位を失って島を去った。
それ以来、コロンブス家は1536年までプエルトリコの統治者を任命した。1536年に、ディエゴの息子であるルイス・コロン・デ・トレドは西インド諸島の統治権を国王に譲った。ディエゴが統治者の任命権を勝ち取った1511年に、セビリア大司教区の後援の下でサンフアン大司教区がプエルトルコ島で設立された。（この教区は後の1546年に、新たに昇格したサントドミンゴ大司教区によって監視のために移動された。16世紀から18世紀まで、プエルトリコ教区もまたベネズエラのガイアナ州での教会の活動を監視した。）
1536年から1545年にかけて、プエルトリコ島はカリブ海総督でもあるサントドミンゴ・アウディエンシアの総長によって監督された。島の領土は、1つの単位としてではなく、島の2つの自治体、サンフアン（再構成されたカパラ）とサンヘルマンのアルカルドの儀式によって現地で管理されていた。これらの男性は、地元の入植者集団の中からカビルドによって毎年選出された（島はカムイ川とハカグアス川に沿って分割された。）。ほとんどの入植者が統治者になるための修練をしなかったため、そのシステムは効果がないことが明らかになった。プエルトリコ島のスペイン人居住者は、国王に不平を述べた。
1545年以降、法的な訓練を受けた知事（gobernadores letrados）は、国王またはSanto Domingo Audienciaのどちらかによって任命された。島で最高の司法府を埋め尽くした知事は、最初に彼らのすぐ近くの地区で事件を聞き、地方のアルカルデから上訴した。次の控訴裁判所は、サントドミンゴのアウディエンシアだった。州知事は、島で最高の行政機関であることに加えて、島のカビルドの4つのレジドールのうち2つを毎年任命する権利から権力を引き出した。他のすべてのスペインの政治関係者と同様に、知事は在職期間の公式レビューであるjuicio de Residenciaの対象となった。知事は島において国王の最高の代表であったので、スペイン国王が南北アメリカで持っていたパトロン（王立パトロン）の権利のために彼らは教会を監督していた。彼らは教会の建設とメンテナンスを管理し、聖職者の給料を支払い、インディアス枢機会議によって承認された教皇勅書と回勅だけが島に出版されるようにした。
ヨーロッパと新世界の両方において増大するスペインの他のヨーロッパ諸国との軍事紛争のせいで、国王は1580年に総督の官吏を追加した。これに続き、ほとんど弁護士よりも軍人が知事や総督に任命されるようになった。彼らは司法や行政の任務において、合法的な顧問（asesor）の助けを受けた。

### 設立
スペインは、プエルトリコが経済的に限界であったとしても、カリブ海への玄関口として戦略的に重要であると考えた。それは「インディーズへの鍵」と表現された。大西洋の海流と風のパターンを考慮すると、通常、プエルトリコはヨーロッパから到着する船の最初の寄港地であった。それにもかかわらず、またはおそらくそのわずかな経済的重要性のために、スペイン人は島の防衛を構築するのに長い時間を要した。最初の要塞化された建物はポンセデレオン家（現在のカサブランカ）で、1520年代に防御機能が追加された。次の10年で、湾の入り口にある最初の真の砦「ラ・フォルタレサ」の建設が始まった。1539年までに、サン・フェリペデルモロ要塞、サン・クリストバル、サン・ジェロニモを含む、サンファン周辺の完全な防御施設の建設が始まった。島の反対側では、サン・ヘルマンは事実上無防備なままであり、カリブ海の植民地時代から通じてフランスの攻撃の餌食になりやすかった。
1580年には総督領が設立され、ディエゴ・メネンデス・デ・バルデス総督（1582年-1593年）は、サンファン周辺の防衛を強化し続けた。建設と駐屯地の拡大に資金を提供するために、毎年の補助金であるシチュアドがヌエバ・エスパーニャの王室の財源から注文されたが、次の2世紀の間、シチュアドはプエルトリコに届かなかったことがしばしばあった。メネンデス・デ・バルデスの常任兵士の数は50人から200人強になり、その後1596年に400人以上に増え、その数は次の世紀にとどまることになる。フランシス・ドレーク率いる27隻の艦隊による攻撃、という最初の大きな課題に直面するまでに、都市の防御の改善の準備ができていることが証明された。プエルトリコ島は、カリブ海のライバルが行った海賊行為に対するスペインの闘いの重要な要塞としても機能しただろう（このことは次の2世紀の間スペインを悩ませ続けた。）。多くのプエルトリコ人もスペインの私掠船になり、この地域のイギリス、フランス、オランダの所有物に対して活動した（これらの男性の中で最も有名な私掠船はミゲル・エンリケスであった。）。公式および非公式の紛争が変化するこれらの時期に、スペイン系アメリカ人の多くの周辺地域で一般的であったように、密輸品での取引は地域経済の重要な要素であることが証明された。その結果、シチュアドとして島に到着したほとんどのお金を外国の勢力に吸い上げた。
正規軍兵士の不足を補うため、首都以外の島々の5つの地区（partidos）にそれぞれ地方民兵（milicias urbanas）が組織された。サン・ジェルマン、アレシボ、アグアダ、コアモ、ロイザ、ポンセである。民兵は定期的に給料をもらっていたわけでもなく、政府から武器を支給されていたわけでもなかった。彼らの武器は農具であるマチェテ、即席の木製の槍、普通のナイフであったが、総督や隊長たちは彼らの勇気を称えた。各パルチード（partido）は、総督の副官であるテニエンテ・ア・ゲーラ（teniente a guerra）が監督した。

### 18世紀のブルボン改革
七年戦争の敗北、特にイギリスとのハバナの戦い (1762年)に揺さぶられ、カルロス3世はカリブ海の防衛を更新するために何人かの官吏を送った。アレハンドロ・オレイリーは1765年にプエルトルコに送られた。オイレリーはたくさんの改革を推奨し、そのうちいくつかは実行された。サンフアンの要塞の改善、島の兵士への直接給与の導入（それまで兵士は指揮官から給与を受け取っていた）、民兵の専門化などである。また、島の完全な国勢調査も行った（住民44,883人、うち奴隷5,037人、島内24の町や村が記録されている）。この過程の中で、彼は地元経済における密買品の重要性に気づいた。
オレイリーは、この状況を打破するために、当時ほとんどなかった合法的な経済、特に農業の発展を提言した。彼は未開拓の土地を国王に返還し、そして耕したい人に与えることを望んだ。1784年、プエルトリコでintendancyが作られたが、キューバで作られたのと違い、officeは統治から切り離されていなかった。オイレリーの改革は軍事分野でほとんど成功を収めた。隣のキューバで行われた改革とは異なり、彼はほとんど経済的な変化を達成することが出来なかった。島の経済は、シチュアドの補助金と海外貿易に依存しており、ナポレオン戦争による貿易の中断でその弊害が出た。

### 19世紀初頭：革命と挫折
19世紀初頭には、フランス軍による侵略と南北アメリカ大陸の植民地における反乱に苦しむスペインの二重の課題が提示された。半島戦争とイスパノアメリカ独立戦争は、プエルトリコ政府に大きな革新をもたらした。プエルトリコとベネズエラの海のつながりは、島をベネズエラからの最も近い寄港地にした航海パターンのために、この時期に大きく影響した。1810年にベネズエラに設立されたフンタは、プエルトリコのカビルドに対応していた。サンファンのカビルドは、カラカスフンタからの招待を断り、島にフンタを設立したが、スペインがフランスに永久に敗北した場合でも、サンヘルマンカビルドは常に自治権を維持していた。アントニオ・バレロ・デ・ベルナベなどの一部のプエルトリコ人は、後に南アメリカ本土で起こっている独立のための闘争に参加することを選択した。
本土での軍事政権の集結に応じて、半島政府はサルバドール・メレンデス知事に島での反乱に対処するための並外れた権限を与えた。同時に、ベネズエラからの多くの王党派難民がプエルトリコに到着し始めた。この島は、ドミンゴ・デ・モンテヴェルデやパブロ・モリーヨの下にいる軍隊など、ベネズエラに向かう途中の軍隊の出発点としても機能した。
フランスに対抗する政府としてフンタが発足すると、海外領土をスペイン国家の一部として認識するようになった。1809年には、フンタに代表を派遣するよう要請した。これにより、1812年から1814年、1820年から1823年の憲法制定期に至るまで、総督府の選挙制度が始まり、その代表者は増え続けた。最初の選挙はカビルドによって行われ、この頃、島には5つのカビルドが存在していた。サンフアン、サンジェルマン、アグアダ、アレシボ、コアモである。彼らはプエルトリコの代表として、クリオーリョであるラモン・パワー・イ・ジラルトを選出したが、彼がスペインに向かう前に、フンタが解散してしまったのである。その前に、フンタがカディス法廷（フェルディナンド7世が退位した後の摂政として機能していた）を招集するよう通達した。カビルドは、コルテスにおける島の代表として、権力者を選出した。
権力者はコルテスで非常に活動的な任期を送った。彼はすぐにコルテスにプエルトリコ総督の特別な権限を停止させ、また総督・大将からインテンダントの職を分離することを実現させた。彼の立法活動のハイライトはレイ・パワー（権力法）で、プエルトリコに多くの行政・経済改革を導入したが、その多くはフェルディナンド7世による1812年のスペイン憲法とコルテスの廃止後も存続したものであった。また、スペイン憲法によってプエルトリコに地方政府を導入された。より多くの民衆によって選ばれたカビルドが島に導入された。また、地方の行政・立法委員会である州議会も選出された。
スペイン国王が伝統的な政府を復活させた後、国王はプエルトリコ島に長い間求められていた自由貿易の限定された形態を許可することによって、プエルトリコ人の忠誠心を維持し、報いることを目指した。1815年の勅令は、1810年以来、権力と島のカビルド人が要求してきた経済的要求の多くを認めた。この勅令は、長期的には非常に有益な経済効果をもたらした。スペイン系以外のヨーロッパ人の島への移住を促し、砂糖産業の発展を始め（その結果、奴隷の輸入が増えたが）、一連の有能な執政官が島の財政を今後数十年に渡って健全な状態にしたのである。
リエゴの反乱後の第二次憲法制定期には、コルテスへの新しい代議員が島の住民によって選出され、地方議会が再び開かれた。第1期からの重要な変更点は、総督府と知事職が分離されたことである。総督には、ベネズエラの王党派政権が崩壊し、長くベネズエラに住んでいたフランシスコ・ゴンサレス・デ・リナレスが任命された。ベネズエラ王党派軍のトップであったパブロ・モリョの後任、ミゲル・デ・ラ・トーレが大将に任命された。
フェルナンド7世が憲法を二度目に廃止した後、ラ・トーレは、潜在的な反乱を鎮圧するための並外れた権限を持って、共同知事兼提督となった。彼は15年以上の間提督の職を務めていた。ラ・トーレはプエルトリコの自由主義的な傾向を警戒しいたが、彼の長期政権はプエルトリコでの大規模な砂糖生産の発展の鍵となった。この規模の商品作物農業は、数十年前にキューバで発展した。期間の数値は、この期間の成長を示している。1820年には、17,000トンの砂糖が生産され、土地の5.8％はあらゆる種類の耕作が行われていた。1897年まで、プエルトリコは62,000トンの砂糖を生産し、その土地の14.3パーセントが農業に充てられていた。16世紀からの伝統的な小さな土地所有地は、大規模なプランテーションを発展させるために購入された。
砂糖に次いで、コーヒーは2番目に重要な作物であった。1818年には7000万ポンドのコーヒーが生産され、1830年までに1億3000万ポンドに増加した。増加した農業活動は、他のカリブ海の島々から輸入された労働者である新しい奴隷労働者によって部分的に行われた。1817年、スペインはイギリスと条約を結び、スペインの奴隷貿易を違法とすることを約束したが、本格的に施行されたのは1845年以降のことだった。しかし、プエルトリコでは、労働力に占める奴隷の割合は11.5〜14％に過ぎず、当時の他のカリブ海の島々と比べるとかなり低かった。司法に関しては、1832年から1853年までプエルトリコに独自のオーディエンシアが認められた。それまでは、現在キューバにあるサントドミンゴのアウディエンシア（Audiencia of Santo Domingo）が上訴を審理していた。

### 世紀半ば：自治に向けたゆっくりとした前進
フェルナンド7世の死は、新たな変化をもたらした。摂政マリア・クリスティーナは伝統的な形でコルテスを再召集し、プエルトリコは数人の議員（すべて自由主義者）を派遣した。1836年、スペインに憲法上の政府が再建された。この政府は、その自由主義的な傾向にもかかわらず、海外領土を特別法によって統治される植民地と見なしていた。1812年憲法によって設立されたDiputación Provincialやcabildosなどの民主的な制度は削除され、知事に与えられた並外れた権限は維持された。1837年の新憲法は、プエルトリコの降格された地位を批准した。さらに悪いことに、海外地域が統治されることになっていた「特別法」は、キューバとプエルトリコの代表者がいる特別なJunta Informativa de Reformas de Ultramar（海外情報改革委員会）が召集された、30年後の1865年まで起草されなかった。それでも、その提案は決して法律にならなかった。
The Gloriosa Revolt of 1868, which removed Queen Isabel II from power, initially reaffirmed the right of Puerto Rico's residents to participate in the Spanish government. The island elected seven deputies to the Cortes, the Diputación Provincial once again was formed, and plans were made to draw up the laws which would grant the island autonomy. But three factors nullified this progress. First the government in Spain was too unstable (reflected in the fact that between 1871 and 1874 Puerto Rico had five governors). Second the short-lived revolt of Lares proved to authorities that the situation in Puerto Rico was not as calm as it might seem. Finally and most seriously, the Lares revolt coincided with the Ten Years' War in Cuba, which made the government apprehensive of granting autonomy to either of the Caribbean islands. In 1875, the Bourbons were restored when the Spanish government offered the throne to Alfonso XII. プエルトリコでは、財産の多い人々にのみ参政権を付与する限定的な選挙が許可された。True political parties also emerged in this period, the Partido Liberal Reformista, which promoted autonomy for the island, and the Partido Liberal Conservador, which pushed for the island's greater integration into the political system of Spain.
自治の問題は、1895年の第二次キューバ独立戦争の開始とともに危機に陥った。The Overseas Minister, with approval from the Prime Minister, took the extra-constitutional step in 1897 of writing the Constitución Autonómica, the new measures which granted autonomy to the Caribbean islands. 運動の緊急性を考慮して、政府はこの異常な措置を承認した。The new government was to consist of "an Island Parliament, divided into two chambers and one Governor-General, representative of the Metropolis, who will carry out his duties in its name, the supreme Authority." Elections for the parliament and the municipal councils occurred in early 1898. The island legislature first met in July, only eight days before the US invasion of the island. Following Spain's defeat, the US annexed Puerto Rico as a territory.